# عكدة الفجير (بعدان)

تعديل مصدري - تعديل

عكدة الفجير محلة تابعة لقرية الصلولة، التابعة لعزلة دلال بمديرية بعدان إحدى مديريات محافظة إب في الجمهورية اليمنية، بلغ تعداد سكانها 78 حسب تعداد اليمن لعام 2004.